# BaBalu
BaBalu er debutalbummet af den canadiske jazzcrooner Michael Bublé, inden han udgav et studuealbum, Michael Bublé, blev indspillet. BaBalu blev udgivet i 2001, men i begrænset oplag.

## Spor
| #   | Titel                                 | Sangskriver(e)                                   | Længde |
| --- | ------------------------------------- | ------------------------------------------------ | ------ |
| 1.  | "Spiderman Theme"                     | Bob Harris, Paul Francis Webster                 | 3:01   |
| 2.  | "You Must Have Been a Beautiful Baby" | Johnny Mercer, Harry Warren                      | 2:43   |
| 3.  | "You'll Never Know"                   | Mack Gordon, Harry Warren                        | 4:19   |
| 4.  | "Lazy River"                          | Hoagy Carmichael, Sidney Arodin                  | 4:17   |
| 5.  | "Oh Marie"                            | Eduardo di Capua, Howard Johnson                 | 2:47   |
| 6.  | "Can't Help Falling in Love"          | Luigi Creatore, Hugo Peretti, George David Weiss | 4:38   |
| 7.  | "Bill Bailey"                         | Hughie Cannon                                    | 3:12   |
| 8.  | "Buena Sera[b]"                       | Peter De Rose, Carl Sigman                       | 3:45   |
| 9.  | "When You're Smiling"                 | Mark Fisher, Joe Goodwin, Larry Shay             | 2:45   |
| 10. | "What a Wonderful World"              | Bob Thiele, George David Weiss                   | 4:16   |
| 11. | "Don't Get Around Much Anymore"       | Bob Russell, Duke Ellington                      | 2:31   |
| 12. | "Mack the Knife"                      | Bertolt Brecht, Kurt Weill                       | 4:50   |
| 13. | "La Vie en Rose"                      | Louiguy                                          | 2:05   |